# Mori Arimasa
Mori Arimasa est un nom japonais traditionnel ; le nom de famille (ou le nom d'école), Mori, précède donc le prénom (ou le nom d'artiste).
Pour les articles homonymes, voir Mori.
Mori Arimasa (森 有正, 1911-1976) est un philosophe, écrivain et universitaire japonais francophone, né à Tokyo et mort à Paris, où il a enseigné la langue et la culture japonaises à l'Institut national des langues et civilisations orientales. Il était le petit-fils de l'homme politique et fondateur du système éducatif japonais Mori Arinori.

## Biographie et œuvre
Issu d'une famille protestante très cultivée, il est baptisé en 1913, et apprend très tôt le français et le latin. Diplômé du département de philosophie de la faculté des lettres de l'université impériale de Tokyo en 1938, il enseigne ensuite l'histoire de la pensée et la philosophie françaises, devenant professeur assistant au Département d'études françaises de la Faculté des lettres de l'Université de Tokyo en 1948.
Ses travaux portèrent avant tout sur la philosophie française, en particulier Descartes et Pascal. Venu à Paris en 1950 afin de poursuivre ses recherches, il finit par y rester, renonçant à son poste de professeur à l'université de Tokyo. La découverte de la vie occidentale détermine alors sa vocation d'écrivain.
Son premier livre, Babiron no nagare no hotori nite (Sur les fleuves de Babylone) paraît en 1957. Il mêle alors l'écriture épistolaire et l'essai, car « il récuse une conception purement intellectuelle de la civilisation occidentale » : « Notre rapport avec une civilisation doit être passionnel comme celui qui existe entre ceux qui s'aiment. » C'est ainsi que toute son œuvre ultérieure s'appuie avant tout sur l'expérience vécue, tout en interrogeant l'universalité de la condition humaine.
Parmi ses ouvrages les plus remarqués, figurent Jōmon no katawara nite (Aux portes des remparts) (1963), Harukanaru Nōtoru-damu (Lointaine Notre-Dame) (1967), Kigi wa hikari o abite (Arbres baignés de lumière) (1972). Il a également traduit en japonais des textes de Descartes, Pascal, mais aussi Alain, et en français des nouvelles et contes de Ryūnosuke Akutagawa, regroupés sous le titre Rashōmon et autres contes.
Marié (d'un second mariage) en 1961 à une Française, mais divorcé en 1972, il meurt à Paris, à l'hôpital de la Salpêtrière, le 18 octobre 1976, alors qu'il comptait revenir au Japon. Ses cendres sont ensuite rapatriées au Japon au cimetière de Tama.
L'écrivain Akira Mizubayashi le considère comme un pair dans sa propre découverte de la langue française, comme une seconde naissance, et l'évoque à plusieurs reprises dans son premier essai, Une langue venue d'ailleurs (2011), insistant surtout sur la notion d'expérience, centrale et fondatrice de toute « parole authentique », selon Arimasa Mori. Akira Mizubayashi écrit notamment : « Au commencement était donc Arimasa Mori qui m'avait appris la gravité et la profondeur de l'expérience d'appropriation du français. »

## Livres (sélection, y compris les traductions)
- (ja) Mori Arimasa zenshû [Œuvres complètes], Tokyo, Chikuma, 15 vol., 1978-1982.
- (ja) Mori Arimasa taiwa-hen [Entretiens], Tokyo, Chikuma, 2 vol., 1982.
- Leçons de japonais, 日本語教科書, Taishukan, 1972  (ISBN 4-469-25008-2)
- Rashômon et autres contes  (trad. du japonais par Arimasa Mori, préf. Jacques Dars), Paris, Mirobole, coll. « Folio », 1965, 135 p. (ISBN 978-2-07-030405-9).  ; rééd. Paris, Gallimard / Unesco, coll. « Connaissance de l'Orient », 1986